# تاکشی یاماگوچی
تاکشی یاماگوچی (انگلیسی: Takeshi Yamaguchi؛ زادهٔ ۱۰ ژوئن ۱۹۷۹) بازیکن فوتبال اهل ژاپن است.
از باشگاه‌هایی که در آن بازی کرده‌است می‌توان به باشگاه فوتبال کاشیما آنتلرز اشاره کرد.